# زاميا أليفة الجزر
زاميا أليفة الجزر (الاسم العلمي:Zamia nesophila) هي نوع من النباتات تتبع جنس الزاميا من الفصيلة الزامية.